# لیوا (نارینو)
لیوا (انگلیسی: Leiva, Nariño) نام شهری در کشور کلمبیا است.